# Kuala Geunting
Kuala Geunting is een bestuurslaag in het regentschap Aceh Tamiang van de provincie Atjeh, Indonesië. Kuala Geunting telt 152 inwoners (volkstelling 2010).